# 贾布阿
贾布阿（Jhabua），是印度中央邦Jhabua县的一个城镇。总人口30577（2001年）。

## 人口
该地2001年总人口30577人，其中男性15960人，女性14617人；0—6岁人口4261人，其中男2218人，女2043人；识字率74.55%，其中男性为79.97%，女性为68.63%。